# Polygonum scoparium
Espèce
Synonymes
- Polygonum equisetiforme subsp. scoparium (Req. ex Loisel.) Arcang., 1882[1]
- Polygonum equisetiforme Gren. & Godr., 1856[1]
- Polygonum corsicanum Link, 1829[1]

Polygonum scoparium, qui a pour nom commun Renouée à balais, est une espèce de plante de la famille des Polygonaceae et du genre Polygonum.

## Description
Polygonum scoparium est une plante vivace atteignant 25 à 200 cm de hauteur. Les tiges sont ligneuses, raides, étalées ou dressées, atteignent 30 à 100 cm de longueur.
Le feuillage est alterne, les feuilles sont simples, flétrissant avant la floraison. Leur limbe est nu et de forme elliptique. Elle mesure 20 à 60 mm de long et est soit entière, soit dentelée à l'extrémité. L'ochréa est généralement plus courte que les entre-nœuds (jusqu'à 3 à 4 mm de long), elle est membraneuse et de couleur blanche.
Les fleurs simples mesurent 2 à 4 mm de diamètre. Le périanthe se compose de 5 feuilles fusionnées à la base, qui sont de couleur blanche et rose avec des lignes vertes. Les étamines sont généralement au nombre de 8, elles ont des filets blancs et des anthères jaunes. Les pistils sont 3. Les bractées sont petites et ne ressemblent pas à des feuilles. Elle fleurit de juillet à octobre.
Les akènes sont très brillants de couleur noirâtre, sans ailes, atteignant 2 à 5 mm de longueur.
La plante est similaire à l'espèce Polygonum maritimum, mais en diffère par des rameaux plus longs et raides.

## Répartition
La Renouée à balais pousse naturellement dans le bassin méditerranéen, le plateau Iranien et la dépression du Touran.
Elle pousse dans les friches, le long des routes et des terres agricoles, et dans les zones rocheuses. Elle se trouve à une altitude allant jusqu'à 600 m d'altitude. Elle préfère les positions en plein soleil, ne tolère pas bien l'ombre.

## Écologie
Sa fleur est butinée par les abeilles Colletes similis, Halictus pollinosus (sv), Halictus smaragdula, Hylaeus brevicornis (sv), Hylaeus pictus (sv), Lasioglossum aegyptiellum (sv), Lasioglossum griseolum (sv), Lasioglossum malachurum (en), Nomioides minutissimus, Pseudapis diversipes (sv).

## Parasitologie
La feuille a pour parasites Zizeeria karsandra, Orgyia dubia (it), Streblote panda, Zizeeria knysna, Malacosoma laurae, Rhodometra sacraria (de), Coscinia cribraria, Epidola stigma (en), Uromyces polygoni-avicularis (sv), Psorosa mediterranella (nl).